# Devil Diamond
Devil Diamond – amerykański film z 1937 roku w reżyserii Lesliego Goodwinsa.